# Тридесетоъгълник
Тридесетоъгълникът (също и триаконтагон) е многоъгълник с 30 страни и ъгли. Сборът на всички вътрешни ъгли е 5040° (28π). Има 405 диагонала.

## Правилен тридесетоъгълник
При правилния тридесетоъгълник всички страни и ъгли са равни. Вътрешният ъгъл е 168°, а външният и централният – 12°.

### Лице
Лицето S на правилен тридесетоъгълник може да бъде намерено по три начина:
- По страната a:

{\displaystyle S=15a^{2}\cdot \cot(6^{\circ })\approx 71,3577334\,a^{2}}
- По радиуса R на описаната окръжност:

{\displaystyle S=15R^{2}\cdot \sin(12^{\circ })\approx 3,118675\,R^{2}}
- По радиуса r на вписаната окръжност (т.е. апотемата):

{\displaystyle S=30r^{2}\cdot \tan(6^{\circ })\approx 3,153127\,r^{2}}

### Построение
Тъй като 30 = 2×3×5, а 3 и 5 са две различни прости числа на Ферма, правилен тридесетоъгълник може да бъде построен с линийка и пергел по подобие на петнадесетоъгълник.

### Формули
{\displaystyle S={\frac {15}{2}}a^{2}\left({\sqrt {23+10{\sqrt {5}}+2{\sqrt {3(85+38{\sqrt {5}})}}}}\right)={\frac {15}{4}}a^{2}\left({\sqrt {15}}+3{\sqrt {3}}+{\sqrt {2}}{\sqrt {25+11{\sqrt {5}}}}\right)}
{\displaystyle r={\frac {1}{2}}a\cot {\frac {\pi }{30}}={\frac {1}{4}}a\left({\sqrt {15}}+3{\sqrt {3}}+{\sqrt {2}}{\sqrt {25+11{\sqrt {5}}}}\right)}
{\displaystyle R={\frac {1}{2}}a\csc {\frac {\pi }{30}}={\frac {1}{2}}a\left(2+{\sqrt {5}}+{\sqrt {15+6{\sqrt {5}}}}\right)}